# Katholische Universität von Amerika

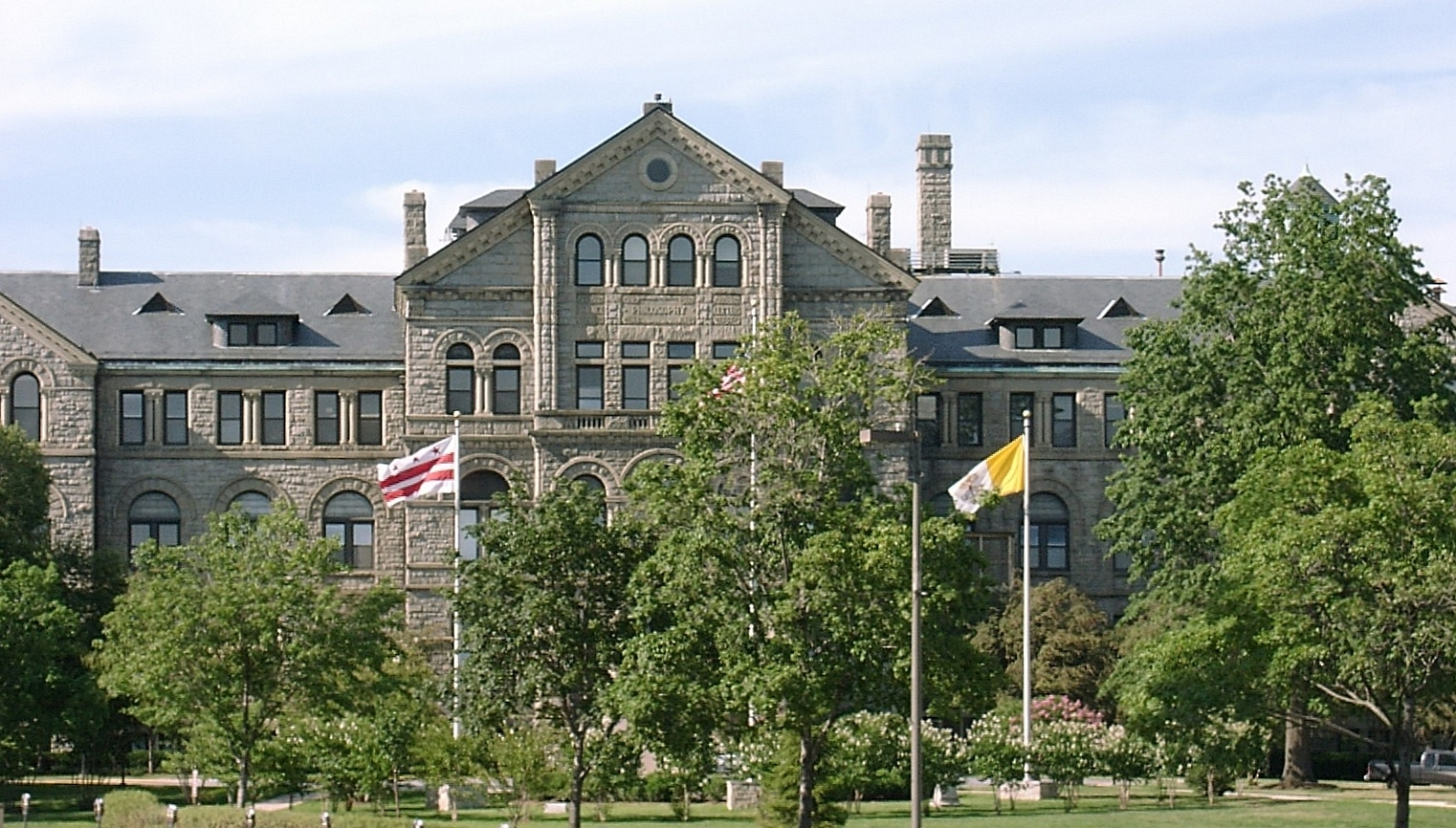
Hauptgebäude der CUA

Die Katholische Universität von Amerika (englisch The Catholic University of America, Kurzform: CUA), in Washington, D.C. in den USA, ist eine Privatuniversität. Sie wurde im Jahre 1887 gegründet. Sie ist die einzige Institution im Hochschulbereich der Vereinigten Staaten, die von der katholischen Bischofskonferenz gegründet worden ist. Von 1900 bis 2002 war die Universität Mitglied der Association of American Universities, eines Verbundes führender forschungsintensiver nordamerikanischer Universitäten. 2022 wurde vermutet, dass rund die Hälfte der US-amerikanischen Bischöfe zumindest einen Teil ihrer Ausbildung an der CUA gemacht hätten.

## Präambel
„Als nationale Universität der katholischen Kirche in den Vereinigten Staaten von Amerika gegründet und finanziert von den Bischöfen des Landes und mit der Zustimmung des Heiligen Stuhls erbaut, betrachtet sich diese Universität als eine katholische und amerikanische Institution für das Studium, treu den Pflichten der heiligen katholischen Kirche. Sie weiht sich der Förderung des Dialoges zwischen den Religionen und Glauben, deshalb betrachtet sich die katholische Universität von Amerika als Bewahrer des Glaubens und des Forschens im Dienste der Kirche zum Wohl der Nation als auch der Welt.“

## Geschichte
Diese Universität ist die zweite unter katholischer Voraussetzung eingerichtete Universität. Im Gegensatz zur älteren katholischen Georgetown University, die von Jesuiten gegründet und geleitet wird, ist die CUA eine nationale Gründung durch die Bischöfe der USA.

### Entstehung und Gründung

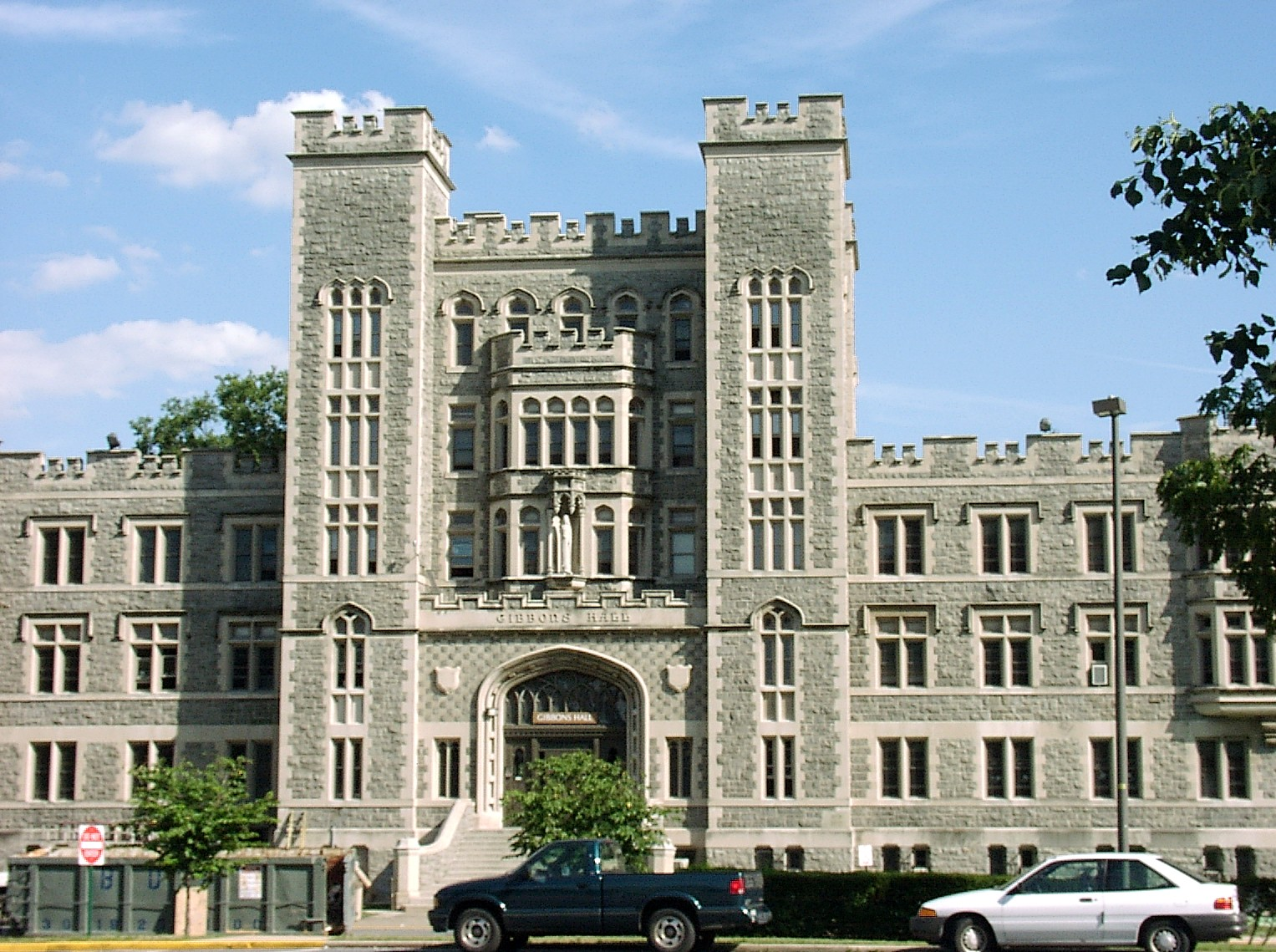
Studentenheim Gibbons Hall

Der Antrag der amerikanischen Bischöfe, eine katholische Universität in Amerika zu errichten, reflektierte die damalige Entwicklung in den Vereinigten Staaten von Amerika. Die steigende Anzahl der katholischen Bevölkerung, bedingt durch die Einwanderungen aus Europa, führte bei der katholischen Kirche zu einem steigenden Einfluss. Noch 1830 galt dieser Staatenbund als Missionsgebiet in der überwiegend protestantischen Nation. Bis zum Jahr 1860 gab es bereits über 3 Millionen Katholiken, dieses führte dann im Jahr 1877 zur ersten Überlegung, eine katholische Universität zu gründen. Die amerikanische Vollversammlung der Bischöfe entschied im Jahr 1884, nachdem sie die Gründungsgenehmigung von Papst Leo XIII. erhalten hatte, die katholische Universität von Amerika aufzubauen. Mit seiner Enzyklika  „Magni nobis gaudi“ vom 7. März 1889 gab der Papst der Eröffnung statt. Die amerikanischen Bischöfe hatten sich entschlossen, die Universität in unmittelbarer Nähe zur Hauptstadt Washington zu errichten, um damit den nationalen Charakter hervorzuheben.

### Ausbau und Erweiterung

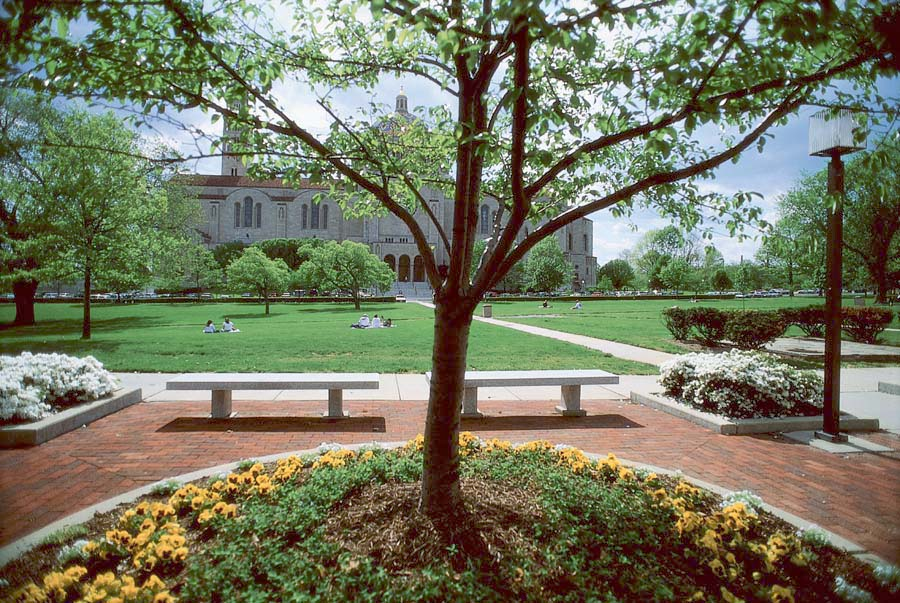
Campus und Mall der CUA

In nur sehr kurzer Zeit hatte die CUA einen hohen Bildungsgrad erreicht, dieses führte dazu, dass sich andere katholische Organisationen und Ordensbruderschaften der Universität anschlossen und zu einem Ausbau anregten. Ihrem Bekanntheitsgrad, aber auch ihrer eigenen Initiative ist es zu verdanken, das sie als Gründungsmitglied der „Verbindung der Amerikanischen Universitäten“ erheblichen Einfluss ausübte.
Umfangreiche Baumaßnahmen führten zu einer erheblichen Vergrößerung der Universitätsanlage, besonders hervorzuheben sind der Bau der „Mullen Bibliothek“ (1928) und der Bau des Nationalheiligtums Basilika der Unbefleckten Empfängnis 1920–1961.

### Studienzulassung für Frauen
Im Süden der Universität wurde durch die Schwestern von Notre Dame de Namur die Dreifaltigkeits-Hochschule erbaut und für Studentinnen eröffnet. Später eröffneten die Benediktinerinnen eine Lehrerakademie für Frauen. Beide Lehreinrichtungen führten zu einem großen nationalen Erfolg und schon bald wurden hier Lehrerinnen für die Primär- und Sekundarschulen aus den gesamten Staaten ausgebildet. In den zwanziger Jahren gingen diese Hochschulen in den Bereich der Universität über und schließlich eröffnete die CUA 1928 formal die graduierte Ausbildung für Frauen.

## Das katholische Zentrum CUA

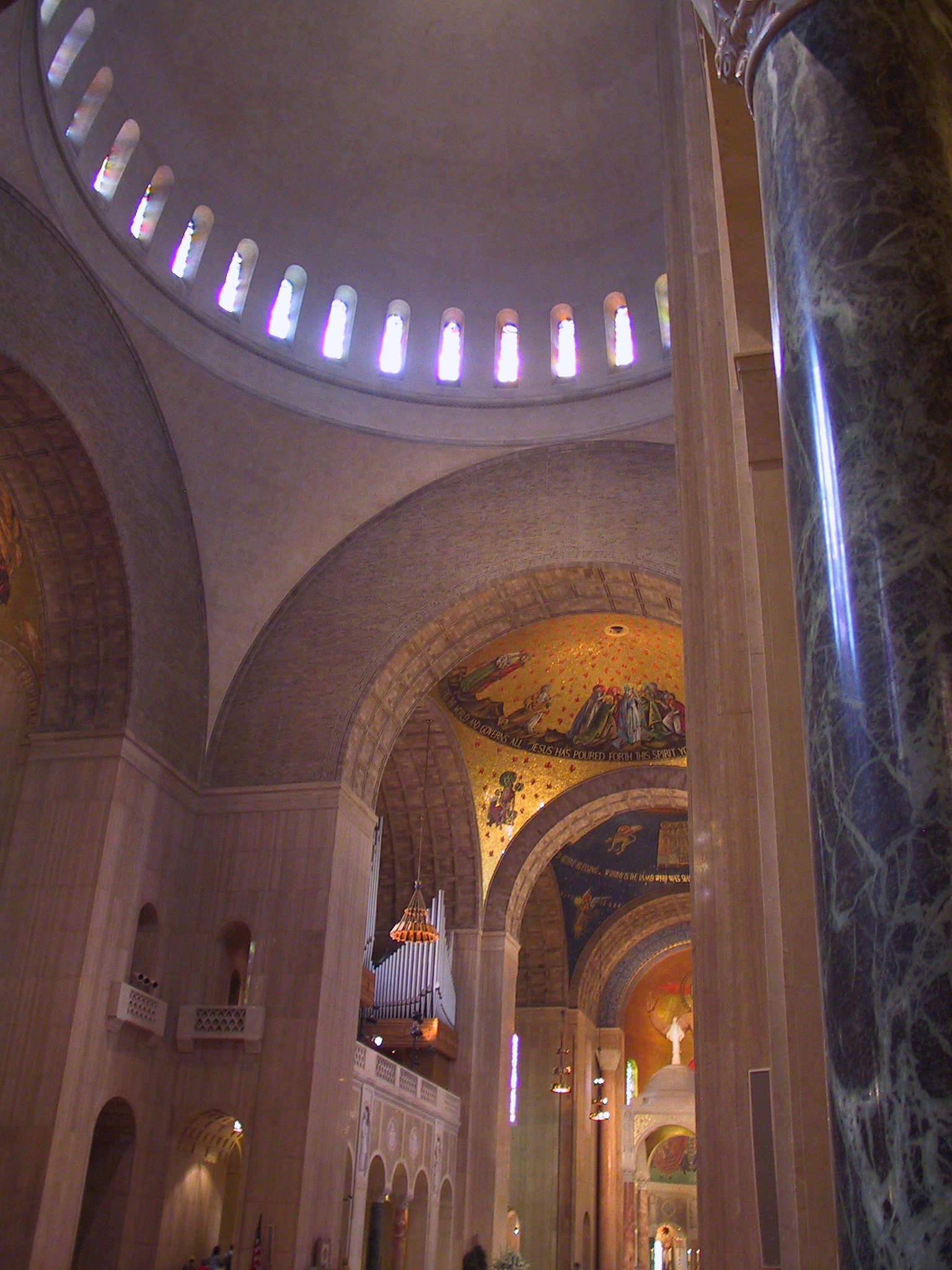
Basilika zum nationalen Schrein der Unbefleckten Empfängnis

Zwischen 1900 und 1950 hatten sich mehr als 50 katholische Anstalten und Organisationen um das Universitätsgelände etabliert und eingerichtet, schon bald bekam das Gelände um Brookland die Bezeichnung „Klein Rom“, und entwickelte sich zu einem eigenständigen Stadtteil. 1901 wurde das „Dominikanische Haus der Studien“ errichtet, und die Franziskaner (OFM) errichteten 1905 ihr Kloster, welches für seine schönen Gärten und seinen Baustil landesweit bekannt wurde; aber auch die „Konferenz der Bischöfe der Vereinigten Staaten“ fand hier ihren Sitz. Der Bau des Nationalheiligtum Basilika der Unbefleckten Empfängnis, der 1920 begann und nach einer Pause 1959 fertiggestellt wurde, wurde zur nationalen Pilgerstätte der USA.

## Der Opus Prize
Die Catholic University of America vergibt seit 2004 jährlich den mit einer Million US-Dollar dotierten Opus Prize für glaubensbasierte humanitäre Hilfe. Seit 2005 erhalten auch zwei Finalisten je 100.000 US-Dollar.

## Zahlen zu den Studierenden, den Dozenten und zum Vermögen
Im Herbst 2021 waren 5.059 Studierende an der CUA eingeschrieben. Davon strebten 2.929 (57,9 %) ihren ersten Studienabschluss an, sie waren also undergraduates. Von diesen waren 56 % weiblich und 44 % männlich; 3 % bezeichneten sich als asiatisch, 5 % als schwarz/afroamerikanisch, 15 % als Hispanic/Latino und 66 % als weiß. 2.130 (42,1 %) arbeiteten auf einen weiteren Abschluss hin, sie waren graduates. Es lehrten 646 Dozenten an der Universität, davon 335 in Vollzeit und 311 in Teilzeit. 2020 waren es 5366 Studierende gewesen.
Der Wert des Stiftungsvermögens der Universität lag 2021 bei 352,5 Mio. US-Dollar und damit 27,7 % höher als im Jahr 2020, in dem es 276,1 Mio. US-Dollar betragen hatte. 2009 waren es 153 Mio. US-Dollar gewesen.

## Organisation
Derzeit besteht die CUA aus zwölf Fakultäten und Schulen, darunter einer Musikhochschule (seit 1965), Fakultäten für Architektur, Naturwissenschaften, Wirtschaftswissenschaften, Ingenieur- und Rechtswissenschaften, Philosophie, einer Krankenpflegeschule, einer Erzbischöflichen Akademie für Kanonisches Recht und Ausbildungsstätten für Katholische Theologie. Angeboten werden 72 Bachelor- und 103 Master-Studiengänge sowie 66 Doktoratsstudien.

### Universitätsleitung
Die Universitätsleitung setzt sich aus dem Universitätspräsidenten (2010 bis 2021 der Jurist John H. Garvey), einem Propst (Geistlicher Beirat) und fünf stellvertretenden Präsidenten zusammen. Kanzler der Universität ist von Amts wegen der Erzbischof von Washington; höchstes Leitungsorgan ist der Stiftungsrat (Board of Trustees), dem alle amerikanischen Kardinäle, der Vorsitzende und weitere Vertreter der Bischofskonferenz der Vereinigten Staaten (USCCB) sowie Laienvertreter angehören. Das Geschäftsführungsorgan der Universität ist der Verwaltungsrat (Administrative Council), zu dessen Exekutivkomitee ein Universitätsdirektor, ein Direktor für akademische Studienfächer, ein Direktor für nichtakademische Studienfächer, die Dekane der Fakultäten bzw. Mitgliedsinstitutionen und weitere Funktionsträger gehören.

## Persönlichkeiten

### Dozenten
- Carl Amery (1922–2005), deutscher Schriftsteller
- Clyde L. Cowan (1919–1974), Physiker
- Peter R. Hofstätter (1913–1994), deutscher Sozialpsychologe
- Oleg Danilowitsch Kalugin (* 1934), ehemaliger Generalmajor des KGB
- Fulton John Sheen (1895–1979), römisch-katholischer Bischof
- Árpád von Klimó (* 1964), Associate Professor für Geschichte
- John Slattery (* 1962), Film- und Theaterschauspieler
- Jennifer Ward (* 1944), Diplomatin

### Absolventen

#### Regierung und Politik
- Joseph Alioto (1916–1998), 1940, Bürgermeister (D) von San Francisco
- Forrest H. Anderson (1913–1989), 1938, Richter am Obersten Gerichtshof von Montana, Gouverneur (D) von Montana
- Robert Patrick Casey junior (* 1960), 1988, Senator (D) für Pennsylvania
- Jeffrey Chiesa (* 1965), 1990, Senator (R) für New Jersey
- Martin Connor, Minderheitsführer (D) des Senats von New York
- Thomas E. Donilon (* 1955), 1977, Nationaler Sicherheitsberater der USA
- Ryan Fecteau, 2014, Sprecher (D) des Repräsentantenhauses von Maine
- Joseph H. Gainer, 1902, Bürgermeister von Providence
- Edward W. Gillespie, 1983, Vorsitzender des Republican National Committee
- Reed Gusciora (* 1960), Abgeordneter (D) der Generalversammlung von New Jersey, Bürgermeister von Trenton
- Tom Harkin (* 1939), 1972, Senator (D) für Iowa
- Kathy Hochul (* 1958), 1984, Kongressabgeordnete (D) für New York, Vizegouverneurin von New York
- Mitchell J. Landrieu (* 1960), Vizegouverneur (D) von Louisiana, Bürgermeister von New Orleans
- Terry McAuliffe (* 1957), 1979, Vorsitzender des Democratic National Committee, Gouverneur von Virginia
- Jack Miller (1916–1994), Senator (R) für Iowa, Bundesrichter
- Daniel J. O’Donnell (* 1960), Abgeordneter (D) der Staatsversammlung von New York
- Martin O’Malley (* 1963), 1985, Gouverneur (D) von Maryland
- Tom G. Palmer (* 1956), libertärer politischer Aktivist
- Rick Renzi (* 1958), 2002, Kongressabgeordneter (R) für Arizona
- Kathleen Rice (* 1965), 1987, Kongressabgeordnete (D) für New York
- Brian E. Rumpf, Abgeordneter (R) der Generalversammlung von New Jersey
- Holly Schepisi, Abgeordnete (R) der Generalversammlung von New Jersey
- James Soong (* 1942), 1971, Gouverneur der Provinz Taiwan, Vorsitzender der Qinmindang
- Henry P. Sullivan, Staatssenator (D) in New Hampshire
- Robert Tiernan (1929–2014), 1956, Kongressabgeordneter (D) für Rhode Island

#### Recht
- Colleen Kollar-Kotelly 1965, Vorsitzende Richterin des United States Foreign Intelligence Surveillance Court
- Peggy Quince 1975, Vorsitzende Richterin des Obersten Gerichtshofes von Florida

#### Kunst und Kultur
- Mark Adamo (* 1962), 1990, Komponist, Professor für Musikkomposition an der New York University
- John Aler (1949–2022), 1971, Opernsänger
- Carl Amery (1922–2005), kath. Intellektueller und Schriftsteller
- Susan Anspach (1942–2018), Theater- und Filmschauspielerin (kein Abschluss)
- Yazmany Arboleda, 2005, Künstler
- Harolyn M. Blackwell, 1977, Opernsängerin
- Walter Bobbie, Theaterregisseur
- Philip Bosco (1930–2018), 1957, Schauspieler
- Patricia Carroll (1932–2017), 1989, Schauspielerin
- Mart Crowley (1935–2020), Dramatiker
- Mary Daly (1928–2010), feministische Theologin
- Maureen Dowd, 1973, Kolumnistin für die New York Times
- Joseph Fitzmartin (* 1943), Komponist und Dirigent
- Marc Gervais, 1960, Autor, Professor für Film an der Concordia University
- Henry Gibson (1935–2009), Schauspieler und Liedermacher
- Alfred Gough (* 1967), Drehbuchautor und Filmproduzent
- Elizabeth Hand (* 1957), Autorin
- John Heard (1946–2017), Schauspieler
- George Herman (1928–2019), 1954, Schriftsteller, Regisseur  und Bühnenautor
- Saeed Jaffrey (1929–2015), indischer Schauspieler
- Maryann Karinch, Autorin
- Hank Levy (1927–2001), Komponist, Saxophonist
- Nick Lowe, Comic-Editor
- Laurence Luckinbill (* 1934), 1958, Schauspieler, Drehbuchautor und Regisseur
- John Carroll Lynch (* 1963), Schauspieler
- Jean Kerr, Dramatikerin, Autorin
- Kathleen McInerney, Synchronsprecherin
- Ed McMahon (1923–2009), 1949, Showmaster und Schauspieler
- Jason Anthony Miller (1939–2001), Dramatiker, Schauspieler
- Donn B. Murphy, 1954, Professor für Theater an der Georgetown University, Präsident des National Theatre in Washington, D.C.
- David L. Paterson (* 1966), Schauspieler, Theaterautor, Drehbuchautor und Filmproduzent
- Marjorie Perloff (1931–2024), 1956, Literaturkritikerin
- Martin Puryear (* 1941), 1963, Bildhauer
- Gerome Ragni (1942–1991), Schauspieler und Maler
- Chris Sarandon (* 1942), Schauspieler
- Susan Sarandon (* 1946), 1968, Schauspielerin
- James Self, 1972, Tubist, Komponist
- Donald Shirley (1927–2013), Komponist, Pianist
- John Slattery (* 1962), 1984, Film- und Theaterschauspieler
- Frances Sternhagen (1930–2023), Film- und Theaterschauspielerin
- Paula Vogel (* 1951), 1974, Autorin
- Jon Voight (* 1938), 1960, Schauspieler
- Lisa Ann Walter (* 1963), Schauspielerin
- Dennis Wholey, 1959, Fernsehmoderator, Autor
- Brian Williams (* 1959), Fernsehmoderator, Journalist (kein Abschluss)
- Colleen Zenk, Schauspielerin

#### Wissenschaft
- Thomas Berry (1914–2009), katholischer Theologe und Kulturhistoriker
- Felix Biestek (1912–1994), 1949/1951, Jesuitenpater und Hochschullehrer
- Hugh Everett (1930–1982), 1953, Physiker
- Mary Gervase (1888–1926), 1914, 1915, promovierte 1917 als erste Frau an der Katholischen Universität von Amerika in Mathematik.
- Michael Griffin (* 1949), Physiker und Raketenexperte, Administrator der NASA
- Euphemia Haynes (1890–1980), Mathematikerin und Hochschullehrerin
- Theodore Hesburgh (1917–2015), 1945, römisch-katholischer Priester und Präsident der University of Notre Dame von 1952 bis 1987
- Charles Kaman (1919–2011), 1940, Ingenieur, Geschäftsmann
- Marie Cecilia Mangold (1872–1934), 1929, Mathematikerin und Hochschullehrerin
- Daniel R. Mulville, 1974, Ingenieur, geschäftsführender Administrator der NASA
- Julius Arthur Nieuwland (1878–1936), 1904, Chemiker und katholischer Geistlicher
- Dorothea Elisabeth Orem (1914–2007), Ehrendoktor anderer Universitäten und Entwicklerin des Pflegedienstes.
- Joseph Weber (1919–2000), 1951, Physiker

#### Religion
- David William Antonio (* 1963), 1999, Titularbischof von Basti, Bischof von Ilagan, Apostolischer Administrator von San Jose in Midoro
- Gerald Barbarito (* 1950), 1983, Bischof von Ogdensburg, Bischof von Palm Beach
- Joseph Bernardin (1928–1996), Kardinal und Erzbischof von Chicago
- John Kevin Boland (* 1935), Bischof von Savannah
- Earl A. Boyea (* 1951), 1987, Bischof von Lansing
- Michael J. Bransfield (* 1943), 1973, Bischof von Wheeling-Charleston
- John Bura (1944–2023), 1965, Weihbischof in Philadelphia
- Raymond Leo Burke (* 1948), Kurienerzbischof der römisch-katholischen Kirche, Kardinal
- Robert J. Carlson (* 1944), 1979, Erzbischof von St. Louis
- Charles Joseph Chaput (* 1944), Erzbischof von Denver, Erzbischof von Philadelphia
- David R. Choby (1947–2017), Bischof von Nashville
- John Bosco Manat Chuabsamai (1935–2011), 1977, Bischof von Ratchaburi
- Terence Cooke (1921–1983), 1949, Kardinal und Erzbischof von New York
- Robert J. Cunningham (* 1943), 1978, Bischof von Ogdensburg, Bischof von Syracuse
- Blase J. Cupich (* 1949),1979, Kardinal und Erzbischof von Chicago
- Edward Celestin Daly (1894–1964), 1923, Bischof von Des Moines
- Bohdan Danylo (* 1971), 1996, griechisch-katholischer Bischof von Saint Josaphat in Parma
- Frank J. Dewane (* 1950), 1975, Bischof von Venice
- Maurice John Dingman (1914–1992), 1946, Bischof von Des Moines
- Pierre DuMaine (1931–2019), 1961, Bischof von San José in Kalifornien
- Daniel DiNardo (* 1949), Kardinal und Erzbischof von Galveston-Houston
- Timothy Dolan (* 1950), 1985, Kardinal und Erzbischof von New York
- Fidelis Fernando (* 1948), 1987, Bischof von Mannar
- Raphael Michael Fliss (1930–2015), Bischof von Superior
- Theodore Foley 1943, Generalsuperior der Passionisten
- Roger J. Foys (* 1945), Bischof von Covington
- John Mark Gannon 1900, Erzbischof von Erie
- Francis George (1937–2015), 1966, Kardinal, Erzbischof von Chicago und Vorsitzender der US-Bischofskonferenz
- Francis Joseph Gossman (1930–2013), 1959, Bischof von Raleigh
- Francis Joseph Haas, Bischof von Grand Rapids
- Bernard Joseph Harrington (* 1933), 1958, Bischof von Winona-Rochester
- Patrick Joseph Hayes (1867–1938), 1894, Kardinal und Erzbischof von New York
- James Aloysius Hickey (1920–2004), 1946, Kardinal und Erzbischof von Washington
- Ljubomyr Husar (1933–2017), Kardinal und Großerzbischof der griechisch-katholischen Kirche der Ukraine
- Charles M. Jarrell (* 1940), 1962, Bischof von Lafayette
- William Michael Joensen (* 1960), 2001, Bischof von Des Moines
- James Vann Johnston, Jr. (* 1959), 1996, Bischof von Springfield–Cape Girardeau, Bischof von Kansas City–Saint Joseph
- Emil Kapaun (1916–1951), 1948, Militärgeistlicher im Zweiten Weltkrieg und Koreakrieg
- Donald J. Kettler (* 1944), 1982, Bischof von Fairbanks, Bischof von St. Cloud
- John Krol (1910–1996), 1942, Kardinal und Erzbischof von Philadelphia
- Daniel Kucera (1923–2017), 1954, Erzbischof von Dubuque
- John J. Leibrecht (* 1930), 1961, Bischof von Springfield–Cape Girardeau
- Oscar Hugh Lipscomb (1931–2020), 1963, Erzbischof von Mobile
- Martin Nicholas Lohmuller (1919–2017), 1947, Weihbischof in Philadelphia
- William E. Lori (* 1951), 1982, Erzbischof von Baltimore
- Paul Loverde (* 1940), 1982, Bischof von Ogdensburg, Bischof von Arlington
- Roger Michael Mahony (* 1936), 1964, Kardinal und Erzbischof von Los Angeles
- Henry J. Mansell (* 1937), Erzbischof von Hartford
- Theodore McCarrick (1930–2025), 1963, Kardinal und Erzbischof von Washington
- John Joseph Mitty (1884–1961), 1907, Erzbischof von San Francisco
- Robert Fealey Morneau (* 1938), Weihbischof in Green Bay
- Robert W. Muench (* 1942), 1968, Bischof von Covington, Bischof von Baton Rouge
- Michael Joseph Murphy (1915–2007), 1942, Bischof von Erie
- James Albert Murray (1932–2020), 1964, Bischof von Kalamazoo
- George Hugh Niederauer (1936–2017), 1960, Erzbischof von San Francisco
- David Michael O’Connell (* 1955), 1987, Bischof von Trenton
- Stuart France O’Connell (1935–2019), 1984, Bischof von Rarotonga
- Seán Patrick O’Malley (* 1944), 1978, Kardinal und Erzbischof von Boston
- Wolodymyr Walter Paska (1923–2008), 1975, griechisch-katholischer Weihbischof in Philadelphia
- Joseph Perry (* 1948), 1981, Weihbischof in Chicago
- John C. Reiss (1922–2012), 1954, Bischof von Trenton
- John H. Ricard (* 1940), Bischof von Pensacola-Tallahassee, Generalsuperior der St.-Joseph-Gesellschaft vom heiligsten Herzen
- Justin Francis Rigali (* 1935), 1961, Kardinal und Erzbischof von Philadelphia
- Thomas John Rodi (* 1949), 1986, Erzbischof von Mobile
- Henry Rohlman (1876–1957), 1907, Erzbischof von Dubuque
- Dennis Schnurr (* 1948), 1980, Erzbischof von Cincinnati
- Jan Pieter Schotte (1928–2005), Kardinal, Generalsekretär der Bischofssynode, Präsident des Arbeitsamtes des Apostolischen Stuhls
- Fulton J. Sheen, Titularerzbischof von Newport (1895–1979), Radio- und Fernsehmoderator
- John Mortimer Smith (1935–2019), 1961, Bischof von Pensacola-Tallahassee, Bischof von Trenton
- Stephen Soroka (* 1951), Erzbischof der Ukrainischen Griechisch-Katholischen Kirche von Philadelphia
- Humberto Sousa Medeiros (1915–1983), 1942, Kardinal und Erzbischof von Boston
- Luis Antonio Tagle (* 1957), 1987, Kardinal, Erzbischof von Manila, Präfekt des Dikasteriums für die Evangelisierung
- John J. Ward (1920–2011), 1952, Weihbischof in Los Angeles
- Loras Joseph Watters (1915–2009), 1941, Bischof von Winona-Charleston
- Thomas Jerome Welsh (1921–2009), Bischof von Arlington, Bischof von Allentown
- Donald Wuerl (* 1940), 1963, Kardinal und Erzbischof von Washington
- Aloysius John Wycislo (1908–2005), Bischof von Green Bay
- Gabino Zavala (* 1951), Weihbischof in Los Angeles
- Thomas Zinkula (* 1957), 1990, Erzbischof von Dubuque

### Ehrendoktorwürden
- Jossyf Slipyj (1892–1984), ukrainischer katholischer Theologe, Großerzbischof von Lemberg (L’viv), Metropolit von HalyÚ und Bischof von Kamjanez-Podilskyj.